# Cube Entertainment
Cube Entertainment Inc. (en hangul: 큐브 엔터테인먼트) es una empresa de entretenimiento de Corea del Sur. La compañía opera como un sello discográfico, una agencia de talentos, una compañía de producción musical, una empresa de gestión de eventos y producción de conciertos y una editorial de música.
El sello actualmente gestiona a varios artistas, a saber, Jo Kwon, Jang Hyun-seung, Yoo Seon-ho, (G)I-DLE, A Train to Autumn y aprendices notables como Jo Woo-chan y Lai Kuan -lin También gestiona varios artistas, entre ellos Lee Hwi-jae y Heo Kyung-hwan. Antiguamente fue la casa discográfica de artistas de K-pop como 4Minute, BTOB, CLC, Beast, G.NA y Roh Ji-hoon.
A partir de 2017, la mayor parte de la música del sello es distribuida por Kakao M (anteriormente LOEN Entertainment) a través de un acuerdo de asociación.
El 23 de noviembre de 2018, Cube estableció la etiqueta conjunta 'U-CUBE' con Universal Music Japan como parte de una asociación global.
En 2019, Cube Entertainment eligió a NetEase Music como su socio estratégico como plataforma para promover en China.

## Artistas

### Actuales
- Artistas

| Debut | Artista         | Género    | Grupo                             | País          | Fanclub |
| ----- | --------------- | --------- | --------------------------------- | ------------- | ------- |
| 2009  | Jang Hyun-seung | Masculino | Solista                           | Corea del Sur | -       |
| 2012  | Roh Ji Hoon     | Masculino | Solista                           | Corea del Sur | -       |
| 2013  | Shin Ji Hoon    | Femenino  | Solista                           | Corea del Sur | -       |
| 2015  | Seunghee        | Femenino  | CLC                               | Corea del Sur | -       |
| 2015  | Yujin           | Femenino  | CLC                               | Corea del Sur | -       |
| 2016  | Eunbin          | Femenino  | CLC                               | Corea del Sur | -       |
| 2016  | Hui             | Masculino | Pentagon                          | Corea del Sur | -       |
| 2016  | Yeo One         | Masculino | Pentagon                          | Corea del Sur | -       |
| 2016  | Hongseok        | Masculino | Pentagon                          | Corea del Sur | -       |
| 2016  | Wooseok         | Masculino | Pentagon                          | Corea del Sur | -       |
| 2016  | Jinho           | Masculino | Pentagon                          | Corea del Sur | -       |
| 2016  | Yuto            | Masculino | Pentagon                          | Japón         | -       |
| 2016  | Shinwoo         | Masculino | Pentagon                          | Corea del Sur | -       |
| 2016  | Yan An          | Masculino | Pentagon                          | China         | -       |
| 2017  | Soyeon          | Femenino  | (G)I-DLE                          | Corea del Sur | -       |
| 2018  | Miyeon          | Femenino  | (G)I-DLE                          | Corea del Sur | -       |
| 2018  | Minnie          | Femenino  | (G)I-DLE                          | Tailandia     | -       |
| 2018  | Yuqi            | Femenino  | (G)I-DLE                          | China         | -       |
| 2018  | Shuhua          | Femenino  | (G)I-DLE                          | Taiwán        | -       |
| 2018  | Soojin          | Femenino  | (Ex)(G)I-DLE/Solista(actualmente) | Corea del Sur | -       |
| 2021  | Sangah          | Femenino  | Lightsum                          | Corea del Sur | -       |
| 2021  | Chowon          | Femenino  | Lightsum                          | Corea del Sur | -       |
| 2021  | Nayoung         | Femenino  | Lightsum                          | Corea del Sur | -       |
| 2021  | Hina            | Femenino  | Lightsum                          | Japón         | -       |
| 2021  | Juhyeon         | Femenino  | Lightsum                          | Corea del Sur | -       |
| 2021  | Yujeong         | Femenino  | Lightsum                          | Corea del Sur | -       |
| 2021  | Huiyeon         | Femenino  | Lightsum                          | Corea del Sur | -       |
| 2021  | Jian            | Femenino  | Lightsum                          | Corea del Sur | -       |
|       |                 |           |                                   |               |         |

Grupos
| Debut |  | Nombre            | Género    | Miembros | Líder    | Fanclub   |
| ----- |  | ----------------- | --------- | -------- | -------- | --------- |
| 2016  |  | Pentagon          | Masculino | 9        | Hui      | Universe  |
| 2018  |  | (G)I-DLE          | Femenino  | 5        | Soyeon   | Neverland |
| 2018  |  | A train to autumn | Femenino  | 4        | Jihyeon  | -         |
| 2021  |  | Lightsum          | Femenino  | 8        | Juhyeon  | Sumit     |
| 2024  |  | NOWADAYS          | Masculino | 5        | Hyeonbin | -         |

Sub-Unidades
| Debut | Nombre        | Género | Miembros | Líder          | Grupo perteneciente      |
| ----- | ------------- | ------ | -------- | -------------- | ------------------------ |
| 2011  | Trouble Maker | Ambos  | 2        | Jang Hyunseung | 4minute y Beast          |
| 2017  | Triple H      | Ambos  | 3        | Hyuna          | Pentagon (excepto Hyuna) |

Actores
| Debut | Nombre       | Género    | País          | Notas                 | Ref.  |
| ----- | ------------ | --------- | ------------- | --------------------- | ----- |
| 2014  | Na Jong-chan | Masculino | Corea del Sur |                       |       |
| 2016  | Baek Seo-yi  | Femenino  | Corea del Sur | Desde febrero de 2022 | [ 1 ] |

Comediantes
| Debut | Nombre   | Género    | País          |
| ----- | -------- | --------- | ------------- |
| 2012  | Kim Kiri | Masculino | Corea del Sur |

- *Se rumorea que el artista fue expulsado, no se han dado declaraciones

### Antiguos artistas
| Debut | Artista      | Género    | Grupo    | País           | Salida |
| ----- | ------------ | --------- | -------- | -------------- | ------ |
| 2008  | Hyuna        | Femenino  | Solista  | Corea del Sur  | 2018   |
| 2009  | Jihyun       | Femenino  | 4Minute  | Corea del Sur  | 2016   |
| 2009  | Ga-yoon      | Femenino  | 4Minute  | Corea del Sur  | 2016   |
| 2009  | Jiyoon       | Femenino  | 4Minute  | Corea del Sur  | 2016   |
| 2009  | So-hyun      | Femenino  | 4Minute  | Corea del Sur  | 2016   |
| 2009  | Doo Joon     | Masculino | Beast    | Corea del Sur  | 2016   |
| 2009  | Junhyung     | Masculino | Beast    | Corea del Sur  | 2016   |
| 2009  | Yoseob       | Masculino | Beast    | Corea del Sur  | 2016   |
| 2009  | Gikwang      | Masculino | Beast    | Corea del Sur  | 2016   |
| 2009  | Dongwoon     | Masculino | Beast    | Corea del Sur  | 2016   |
| 2009  | Hyunseung    | Masculino | Solista  | Corea del Sur  | 2021   |
| 2010  | G.NA         | Femenino  | Solista  | Canadá         | 2017   |
| 2012  | Eunkwang     | Masculino | BTOB     | Corea del Sur  | 2023   |
| 2012  | Minhyuk      | Masculino | BTOB     | Corea del Sur  | 2023   |
| 2012  | Changsub     | Masculino | BTOB     | Corea del Sur  | 2023   |
| 2012  | Hyunsik      | Masculino | BTOB     | Corea del Sur  | 2023   |
| 2012  | Peniel       | Masculino | BTOB     | Estados Unidos | 2023   |
| 2012  | Sungjae      | Masculino | BTOB     | Corea del Sur  | 2023   |
| 2012  | Ilhoon       | Masculino | BTOB     | Corea del Sur  | 2024   |
| 2015  | Seungyeon    | Femenino  | CLC      | Corea del Sur  | 2022   |
| 2015  | Sorn         | Femenino  | CLC      | Tailandia      | 2021   |
| 2015  | Yeeun        | Femenino  | CLC      | Corea del Sur  | 2022   |
| 2015  | Yujin        | Femenino  | CLC      | Corea del Sur  | 2022   |
| 2016  | Elkie        | Femenino  | CLC      | Hong Kong      | 2021   |
| 2016  | E'Dawn       | Masculino | Pentagon | Corea del Sur  | 2018   |
| 2017  | Jo Woo-chan  | Masculino | Solista  | Corea del Sur  | 2019   |
| 2017  | Lai Kuan-lin | Masculino | Solista  | Taiwan         | 2021   |
| 2018  | Soojin       | Femenino  | (G)I-dle | Corea del Sur  | 2021   |

Ex-Grupos
| Debut | Nombre            | Género    | Miembros | Líder     | Fanclub  | Separación | Salida |
| ----- | ----------------- | --------- | -------- | --------- | -------- | ---------- | ------ |
| 2009  | 4minute           | Femenino  | 5        | Jihyun    | 4NIA     | 2016       | 2016   |
| 2009  | Beast             | Masculino | 5        | Doo Joon  | B2UTY    | -          | 2016   |
| 2012  | BTOB              | Masculino | 6        | Eunkwang  | Melody   | -          | 2023   |
| 2015  | CLC               | Femenino  | 7        | Seungyeon | Cheshire | 2022       | 2022   |
| 2018  | A Train To Autumn | Femenino  | 4        |           |          | 2020       | 2020   |

Ex-Sub-Unidades
| Debut | Nombre    | Género    | Miembros | Líder    | Grupo perteneciente | Separación | Salida |
| ----- | --------- | --------- | -------- | -------- | ------------------- | ---------- | ------ |
| 2013  | 2YOON     | Femenino  | 2        | Ga-yoon  | 4minute             | 2016       | 2016   |
| 2016  | BTOB BLUE | Masculino | 4        | Eunkwang | BTOB                | -          | 2023   |
| 2020  | BTOB 4U   | Masculino | 4        | Eunkwang | BTOB                | -          | 2023   |

## Discografía

### 2005
- Eddie Shin - Just My Way

### 2008
- Mario - Time To Mario

### 2009
- Lee Gi-kwang - First Episode: A New Hero
- 4Minute - For Muzik
- BEAST - Beast Is the B2ST

### 2010
- Hyuna - Change
- BEAST - Shock of the New Era
- 4Minute - Hit Your Heart
- G.NA - Draw G's First Breath
- BEAST - Mastermind (EP)|Mastermind
- BEAST - Lights Go On Again
- 4Minute - Diamond
- Young Jee - Young Jee 1st Mini Album
- BEAST - My Story

### 2011
- G.NA - Black & White
- 4Minute - Heart to Heart
- 4Minute - 4minutes Left
- A Pink - Seven Springs of A Pink
- BEAST - Fact and Fiction
- Young Jee - Sorrowful Heart
- Hyuna - Bubble Pop!
- BEAST - So Beast
- G.NA - Top Girl
- Huh Gak - First Story
- Huh Gak - I Told You I Wanna Die
- A Pink - Snow Pink
- Trouble Maker - Trouble Maker
- Huh Gak - Whenever You Play That Song

### 2012
- BTOB - Born to Beat
- Mario – Message
- Huh Gak - LACRIMOSO
- 4Minute - Volume Up
- A Pink - Une Annee
- BTOB - Father
- G.NA - Bloom
- BTOB - Born to Beat
- A Pink - Bubibu
- BEAST - Midnight Sun
- Mario - Mayday
- BTOB - Press Play
- Hyuna - Melting
- G.NA - Oui (International Album)
- Noh Jihoon - The Next Big Thing
- Yoseob - The First Collage

### 2013
- Huh Gak - Little Giant
- M4M - Sadness
- 4Minute - Name Is 4Minute
- A Pink - Secret Garden
- BEAST - Hard to Love, How to Love
- BTOB - Thriller
- Trouble Maker - Chemistry
- Shin Ji Hoon - Right There
- Shin Ji Hoon - Hurtful
- Huh Gak - Reminisce

## Conciertos
- 2011: United Cube Concert